# Альохін Валентин Дмитрович
Валентин Дмитрович Альохін (нар. 27 грудня 1923 — 14 грудня 1991, Москва) — радянський спортивний функціонер.

## Біографія
З 1955 — голова Московської обласної ради Союзу спортивних товариств і організацій СРСР, з 1960 — Московської міської ради цього Союзу. З 1962 по 1980 був «міністром спорту Росії» — спершу як голова Ради Союзу спортивних товариств і організацій РСФСР, а в 1969 — 1980 р. — голови Комітету з фізкультури і спорту при Раді міністрів РСФСР. 24 травня 1963 — 10 вересня 1969  — голова Президії  Федерації хокею СРСР.

## Нагороди
- Орден Трудового Червоного Прапора (1971)
- Орден Дружби народів (1976)
- Орден «Знак Пошани» (1980)